# Pomacanthus sexstriatus
Poisson-ange à six bandes
Espèce
Statut de conservation UICN

 LC  : Préoccupation mineure
Le Poisson-ange à six bandes (Pomacanthus sexstriatus) est un poisson appartenant à la famille des Pomacanthidae évoluant dans les eaux de l'Indo-Pacifique dans les zones de récifs coralliens entre 5 et 60 m de profondeur.
Il peut mesurer jusqu'à 45 cm de long.
Il se nourrit d'éponges et d'invertébrés benthiques.